# Isorropus pseudocelena
Isorropus pseudocelena là một loài bướm đêm thuộc phân họ Arctiinae, họ Erebidae.